# SNK Gals' Fighters
SNK Gals' Fighters (エスエヌケイ ギャルズ ファイターズ, Esuenukei Gyaruzu Faitāzu) est un jeu vidéo de combat développé par Yumekobo et édité par SNK, sorti en 2000 sur Neo-Geo Pocket Color. Il reprend les personnages des univers de Fatal Fury, Psycho Soldier, Art of Fighting, The King of Fighters, Samurai Shodown et The Last Blade. Les personnages sont représentés dans un style SD.

## Système de jeu
Le système de combat se compose de deux coups: Le coup de poing et le coup de pied. Les deux peuvent être combinés pour faire une prise ou pour donner un coup plus puissant. Il est possible d'effectuer des enchaînements en utilisant les commandes mises à disposition.
Chaque joueur dispose d'une jauge de "FURY", qui se remplit au fur-et-à mesure des coups portés. Elle permet d'effectuer des Furie. Des objets peuvent aussi être ramassé en cours de combat. Ils peuvent augmenter des statistiques comme l'attaque ou la défense.
SNK Gals' Fighters dispose de plusieurs modes de jeu :
- Le mode QOF, où il faudra défaire les adversaires tout en suivant la narration;
- Le mode Versus 2P, où il est possible de connecter deux Neo-Geo Pocket Color afin de s'affronter;
- Le mode entraînement, où il est possible d'apprendre à maîtriser les différents enchaînements;

## Scénario
À l'aube de l'an 2000, Miss X envoie des invitations au combattantes du monde entier pour le "Queen of Fighters". La gagnante du tournoi recevra le "K Talisman", un mystérieux objet capable de réaliser un souhait à son possesseur. Les combattantes se réunissent donc afin de se départager.

## Personnages
| Personnage                   | Jeu d'origine                                                 |
| ---------------------------- | ------------------------------------------------------------- |
| Mai Shiranui                 | Fatal Fury 2                                                  |
| Athena Asamiya               | Psycho Soldier et The King of Fighters '99: Millennium Battle |
| Yuri Sakazaki                | Art of Fighting 2                                             |
| Leona Heidern                | The King of Fighters '96                                      |
| Shermie                      | The King of Fighters '97                                      |
| Nakoruru                     | Samurai Shodown                                               |
| Shiki                        | Samurai Shodown 64                                            |
| Akari Ichijou                | The Last Blade                                                |
| Whip (à débloquer)           | The King of Fighters '99: Millennium Battle                   |
| Yuki Kushinada (à débloquer) | The King of Fighters '97                                      |
| Miss X (boss non jouable)    | The King of Fighters '95                                      |